# Radio City Karlstad
Radio City var en privat lokalradiostation i Värmland startad 1990 av Bernth Harnesk. Stationen sände egenproducerade program med värmländska programledare. År 2006 köptes stationen av SBS och den lokala produktionen lades ner. I stället användes frekvensen av Mix Megapol-nätverket med sändningar centralt från Stockholm.

## Bakgrund
Radio City i Karlstad startades av Bernth Harnesk 1990. Under 1993 utökades stationen som blev reklamfinansierad i samband med att staten öppnade upp möjligheten för lokal reklamradio. I samband med det togs tre nya delägare in. Dessa var Fria Media, Svenska Mediaintressenter och Svenska Dagbladet. Svenska Mediaintressenter avyttrade snart sitt innehav så att 1996 ägdes stationen till 50% av Fria Media, 34% av Bernth Harnesk och 16% av Svenska Dagbladet.
Stationen inriktade sig på att spela blandad musik, i likhet med Mix Megapol, och spelade såväl nya hits som musik från tidigare decennier. Stationen ingick i nätverket Fria Media som under 2006 köptes upp av SBS-radio. Den 3 april 2006 beslutade SBS att lägga ner kanalen. Frekvensen övertogs istället av Mix Megapol. Redan tidigare stationen börjat sända Mix Megapols morgonprogram Äntligen morgon med Gry Forssell och Adam Alsing.
Radio City sände över karlstadskoncessionen 105,4 MHz, vilken sedan 1993 har en årsavgift på 702 800 kronor. Slavsändare fanns i Sunne på 97,4 MHz och i Arvika på 107,8 MHz. Tidigare användes även frekvensen 107,4 MHz från Ämtfallamasten i Kristinehamn. De sändningarna upphörde dock vid årsskiftet 2003/2004. Man hade ett universum (maximal möjlig räckvidd) på 182 000 personer. Av dessa lyssnade 15,1% på kanalen (Källa: RUAB I/2005). Stationens officiella hemsida återfanns på www.radiocitykarlstad.se.

## Personal
VD och delägare var Bernth Harnesk. Bland stationens värmländska programledare hördes bland andra Kerry Jörmar och Veronika Larsson från Björneborg, som vann dokusåpan Farmen år 2003. Efter att SBS lade ner de lokala sändningarna startade Jörmar en egen radiokanal under namnet Nya City. Senare byttes namnet till Karlstads Nya Radio.